# Яндекс Книги
Яндекс Книги — российский сервис для чтения электронных книг и прослушивания аудиокниг по подписке. Создан «Яндексом» на базе российского «Букмейта» после перехода прав на бренд и технологическую платформу сервиса в России и странах СНГ в 2022 году. «Яндекс Книги» входят в подписку «Яндекс Плюс» (вместе с «Яндекс Музыкой» и «Кинопоиском»).
По данным на июнь 2025 года, месячная аудитория сервиса составляет 5,2 млн подписчиков «Яндекс Плюса».

## История
«Яндекс Книги» были созданы на базе «Букмейта» — международного сервиса чтения книг по подписке, запущенного в 2007 году 3 бывшими сотрудниками издания Look At Me. В 2010-х годах «Букмейт» привлёк несколько млн долларов венчурных инвестиций и выходил на новые зарубежные рынки, с 2017 года его головной офис находился в Дублине, Ирландия. В России сервис предлагал библиотеку на русском и английском языках, владел 51% в независимом нон-фикшн издательстве Individuum (в 2017—2022 годах) и управлял издательством Popcorn Books (2020—2022).
В июне 2022 года «Яндекс» купил у международного «Букмейта» (Bookmate Limited) права на бренд и технологическую платформу сервиса в России и странах СНГ. Часть команды «Букмейта» перешла в «Яндекс», чтобы помогать интегрировать сервис в инфраструктуру головной компании. Доли в российских издательствах у «Букмейта» выкупил Денис Котов, совладелец книжной сети «Читай-город — Буквоед».
В декабре 2022 года «Яндекс» запустил новое приложение и сайт для читателей из России и СНГ с возможностью импорта данных из старого профиля, а сервис стал опцией в подписке «Яндекс Плюс». В сентябре 2024 года сервис сменил название на современное — «Яндекс Книги». В ходе ребрендинга был сохранён узнаваемый логотип с изображением книжной закладки (в очках).

## Библиотека
Библиотека «Яндекс Книг» насчитывает более 250 тысяч книг, аудиокниг и комиксов, включая собственные издания, книги от крупных и независимых издательств, в т.ч. «Эксмо», АСТ, «Манна, Иванова и Фербера», «Альпины, «Азбуки-Аттикус», Bubble Comics, No Kidding, Ad Marginem Press, «Лайвбук» и пр.. Доступ к «Яндекс Книгам» входит в основную подписку «Яндекс Плюс» (в дополнение к «Кинопоиску» и «Яндекс Музыке»).
Книги доступны в приложении «Яндекс Книг» на смартфонах и ридерах, на «Яндекс Музыке», в приложении «Кинопоиска» на телевизорах Smart TV и через умные колонки с голосовым ассистентом «Яндекса» — «Алисой». «Яндекс Книги» синхронизируют прогресс чтения и прослушивания на устройствах и платформах, и пользователи могут бесшовно переключаться между ними.
Пользователям «Яндекс Книг» доступна вся библиотека художественной и нон-фикшн литературы, категоризованная по темам и жанрам («Психология», «Саморазвитие», «Нон-фикшн», «Романтика», «Проза», «Детективы», «Бизнес», «Классика», «Фантастика», «Фэнтези», «История», «Биографии и мемуары», «Триллеры и хорроры», «Здоровье» и подростковая литература), с поиском по имени автора и названию. Есть тематические подборки книг, рекомендации на основе интересов пользователя и «Полки» — подборки, созданные другими пользователями или редакцией сервиса. Пользователи могут оставлять рецензии и участвовать в обсуждениях, сохранять цитаты и заметки, отслеживать свою статистику чтения и делиться ею с друзьями.
«Яндекс Книги» позволяют скачивать книги для чтения онлайн, загружать в приложение собственные книги в форматах EPUB и FB2, а также добавлять в список прочитанного книги, с которыми познакомились вне «Яндекс Книг», чтобы улучшить рекомендации сервиса.

## Технологии
В 2022—2024 годах «Яндекс» активно внедрял в книжном сервисе технологии искусственного интеллекта и анализа данных. В июле 2023 года приложение получило полноценную поддержку программ чтения с экрана и специальной разметки, благодаря которой незрячие пользователи могут прослушивать даже те книги, у которых нет отдельной аудиоверсии. В июле 2024 года в приложение был добавлен «виртуальный рассказчик», разработанный на базе комплекса речевых технологий «Яндекса» с привлечением профессиональных дикторов. Эта функция также позволяет слушать книги без предзаписанной аудиоверсии. На момент запуска она была доступна для 13000 книг.

## Проекты
Среди оригинальных проектов «Яндекс Книг» — книжные сериалы в формате электронных и аудиокниг, которые выходят по эпизодам и могут длиться несколько сезонов. В их числе «Когната» Алексея Сальникова (чтец — Сергей Гилёв), «Край чудес» Ольги Птицевой, «Семь способов засолки душ» Веры Богдановой (чтецы — Дмитрий Полонский и Саша Сулим, «Комната Вагинова» Антона Секисова (чтец — Сергей Гилёв), «Луна 84» Ислама Ханипаева (чтец — Кирилл Головин) и другие.
«Яндекс Книги» неоднократно выпускали совместные проекты с «Кинопоиском». Так, «Яндекс Книги» издавали в электронном и аудиоформате новеллизации сериалов «Кинопоиска» — второго сезона «Пищеблока» (автор — Анна Пронина, чтец — Дмитрий Ендальцев) и «Цикад» (автор текста — Ася Володина). Параллельно с выходом на «Кинопоиске» художественного сериала «Преступление и наказание» по мотивам одноимённого романа Федора Достоевского «Яндекс Книги» выпустили документальный книжный сериал «Дело Достоевского», посвящённый уголовным делам, которые российские суды рассматривали при жизни писателя и вдохновили его на создание своего «Преступления и наказания». Издание романа Александры Яковлевой «Иные» на основе сценария Елены Войтович (чтец — Айгель Гайсина) предваряло выход на «Кинопоиске» одноимённого сериала об альтернативных 1940-х.
Сервис издавал книги, материалы которых подготовила команда «Кинопоиска», такие как «История отечественного кино» (авторы — Даулет Жанайдаров, Ильдар Валиуллин, Владимир Лященко, Максим Семенов, Даниил Смолев, Полина Рыжова), «Свидетели игр» о московской Олимпиаде (авторы — Юрий Сапрыкин, Станислав Гридасов, Марина Крылова, чтецы — Сергей Чонишвили, Михаил Хрусталёв, Алла Човжик), «100 великих фильмов XXI века». В начале 2024 года в «Яндекс Книгах вышла аудиоверсия книги Роберта Гараева «Слово пацана. Криминальный Татарстан 1970—2010-х», которая легла в основу популярного художественного сериала Жоры Крыжовникова (в роли чтецов выступили актёры, сыгравшие в сериале, в т.ч. Никита Кологривый, Лев Зулькарнаев, Елизавета Базыкина и Кирилл Радциг).
В «Яндекс Книгах» проходили премьеры романов Виктора Пелевина «KGBT+» (чтец — Слава КПСС) и «Путешествие в Элевсин», романа Алексея Иванова «Бронепароходы» в формате электронной и аудиокниги. В 2024 году в день рождения Габриэля Гарсия Маркеса одновременно с публикацией во всем мире вышел последний роман писателя — «Увидимся в августе». Также в «Яндекс Книгах» выходили на русском языке биография Илона Маска за авторством  Уолтера Айзексона, «У меня к вам несколько вопросов» Ребекки Маккай (чтец — Лика Кремер), «Феминистский город. Полевое руководство для горожанок» Леси Керн (чтец — Настя Красильникова) и др.
С 2023 года «Яндекс Книги» в серии «Переводы Яндекс Книг» совместно с издательством «Подписные издания» выпускают ранее не изданные на русском языке произведения мировых классиков. В их числе Брэм Стокер («Тайна моря»), Мэри Шелли («Фолкнер»), Луиза Мэй Олкотт («Под маской»), Генри Джеймс («Другой дом»), Эдит Уортон («Святилище»), Эцу Инагаки Сугимото («Дочь самурая»). В числе переводчиков серии — Сергей Карпов, Юлия Змеева, Александра Глебовская и Юлия Полещук. У «Яндекс Книг» и «Редакции Елены Шубиной» есть совместная книжная серия «Продолжение следует», в рамках которой в сервисе и издательстве АСТ выходят книги молодых российских авторов (так, в этой серии выходили «Цикады» Аси Володиной, «Когната» Алексея Сальникова и «Семь способов засолки душ» Веры Богдановой).
В рамках рождественского спецпроекта 2023 года «Зимние рассказы» книжный сервис выпустил сказки за авторством Лии Арден, Алексея Сальникова, Ольги Птицевой, Даши Благовой, Оксаны Васякиной, Андрея Некрасова и Екатерины Манойло (чтецы — Сергей Горошко, Сюзанна, Тина Кузнецова, Анастасия Великородная и др.). В сентябре 2024 года в рамках совместного проекта «Яндекс Книг» и издательства АСТ вышли аудиоверсии рассказов Леонида Андреева в исполнении российских музыкантов — Boulevard Depo, Сюзанны, BATO, КУОК, Lizer, Loqiemean и Томаса Мраза.